# Salussola
Salussola (piemontiul: Sanisòla) település Olaszországban, Piemont régióban, Biella megyében. Lakosainak száma 1870 fő (2023. január 1.). Salussola Carisio, Cavaglià, Cerrione, Dorzano, Massazza, Roppolo, Verrone és Villanova Biellese községekkel határos.

## Népesség
A település lakossága az elmúlt években az alábbi módon változott:
| Lakosok száma | 1971 | 1949 | 1870 |
|               | 2017 | 2018 | 2023 |